# Leonid Andrejew
Leonid Andrejew (ur. 27 grudnia 1918 w Żytomierzu, zm. 22 grudnia 2011 w Gliwicach) – działacz społeczny, metalurg, krajoznawca, Członek Honorowy PTTK.

## Edukacja i praca zawodowa
Ukończył gimnazjum w Równem na Wołyniu. Studia w Akademii Górniczo-Hutniczej w Krakowie rozpoczęte w roku 1936, przerwane z powodu wybuchu II wojny światowej, ukończył po wojnie. Uzyskał tytuł magistra inżyniera metalurga. Od 1949 roku mieszka w Gliwicach.
Pracował w Hucie „Pokój” w Rudzie Śląskiej a od 1960 r. kierował Pracownią Jakości Stali Masowej w Instytucie Metalurgii Żelaza w Gliwicach. W latach 1975–1981 pracował na Węgrzech jako ekspert Intermetalu – Międzynarodowej Organizacji Współpracy w zakresie Hutnictwa Żelaza. Od 1981–1991 kierownik Zakładu Normalizacji w Instytucie Metalurgii Żelaza, na stanowisku kierownika Zakładu Normalizacji. Od grudnia 1991 r. na emeryturze.

## Działalność społeczna
Od 1954 działacz PTTK, członek Oddziału w Gliwicach, zaangażowany w jego działalność na różnych szczeblach organizacyjnych. Prezes Koła PTTK przy Hucie „Pokój” w Rudzie Śląskiej w latach 1954–1956, prezes Koła Przewodników Turystycznych w Gliwicach (1964–1965), prezes Koła Nr 15 „Śródmieście” (1982–1983), prezes Koła PTTK nr 01 „Przygoda” (1992–1994 i 1997–2005). W latach 1962–1973 członek Zarządu Oddziału PTTK w Gliwicach, i od 1981 r. członek Zarządu Oddziału (od 1982 r. sekretarz), w latach 1985–1989 prezes Oddziału. W latach 1990–1993 wiceprezes Sądu Koleżeńskiego, prezes Komisji Rewizyjnej w latach 1993–2001, członek tejże Komisji w latach 2001–2005. Wiceprzewodniczący Komisji Historii i Tradycji w latach 1989–1993, a od 1993–2011 jej członek. W Komisji Odznaczeń i Wyróżnień działał w latach 1993–2011. W latach 1964–1972 był wiceprezesem Zarządu Okręgu PTTK w Katowicach. Dnia 4 września 2009 roku Walny Zjazd PTTK nadał mu godność Członka Honorowego PTTK.

## Uprawnienia
Posiadał uprawnienia wykładowcy PTTK, instruktora przewodnictwa górskiego, przewodnika beskidzkiego, przewodnika tatrzańskiego, przodownika turystyki górskiej, Instruktora Krajoznawstwa Polski i pilota wycieczek zagranicznych.

## Odznaczenia i wyróżnienia[2]
- Złota Honorowa Odznaka PTTK, 1965
- Złoty Krzyż Zasługi – 1966
- Złota odznaka „Zasłużonemu w rozwoju woj. katowickiego”, 1968
- Krzyż Kawalerski Orderu Odrodzenia Polski, 1984
- Odznaka „Zasłużony Działacz Turystyki” – 1970
- Odznaka „Zasłużony Działacz Kultury” – 1985
- Złota Honorowa Odznaka NOT
- Złota odznaka Stowarzyszenia Inżynierów i technologów Przemysłu Hutniczego
- Medal 50-lecia PTTK, 2000
- Odznaka honorowa „Za Zasługi dla Turystyki” – 2003
- Certyfikat Krajoznawcy, 2004